# Conotrachelus gracilipes
Conotrachelus gracilipes – gatunek chrząszcza z rodziny ryjkowcowatych.

## Zasięg występowania
Ameryka Południowa, występuje w Brazylii.

## Budowa ciała
Przednia krawędź pokryw znacznie szersza od przedplecza. Ciało pokryte długą, rzadką, białą szczecinką.
Ubarwienie ciała brązowoczarne z białymi łuseczkami.